# Alfred Kleiner
Alfred Kleiner (Maschwanden, 24 de abril de 1849 — 3 de julho de 1916) foi um físico suíço.
Foi professor de física experimental na Universidade de Zurique, orientador de Albert Einstein. Heinrich Friedrich Weber foi o orientador inicial de Einstein, mas um desacerto entre ambos desconcertou a relação, decidindo Einstein então trabalhar sob a supervisão de Kleiner.

## Educação
Obteve o doutorado em 1874 da Universidade de Zurique, com a tese Teoria da estimulação da retina intermitente, orientado por Johann Jakob Müller.

## Carreira
Alfred Kleiner era professor de física na Universidade de Zurique. Ele também ocupou vários outros cargos e títulos em sua carreira, incluindo: Privatdozent (professor particular) em 1870, Ausserordentlicher Professor (professor associado) em 1880, Ordentlicher Professor (Professor Completo) em 1885, Rektor (Chanceler) de 1908 para 1910, Honorarprofessor (Professor Emérito) em 1915, e Privatdozent de 1875 para 1885 no Instituto Federal de Tecnologia de Zurique também chamado Eidgenössische Technische Hochschule Zürich (ETH Zurich) (o "Politécnico", também em Zurique).
Em 1890, com seus alunos Fritz Laager e Theodor Paul Erismann, Kleiner conduziu experimentos para determinar se as mudanças na atração gravitacional podem ser causadas por blindagem. Nenhum efeito maior do que o erro experimental foi observado. Kleiner publicou seus resultados em 1905, Laager em 1904, e Erismann em 1908 e 1911. Seus trabalhos sobre isso foram motivados pelos artigos de Louis Winslow Austin e Charles Burton Thwing.

## Einstein e Kleiner
A polêmica de Einstein com Paul Drude teve lugar em meados de 1901. Foi nesta época que Einstein transitou de Weber para Kleiner e mudou seu tema da dissertação de termelétricas à cinética molecular.
Até 1909, a ETH não foi autorizada a conceder graus de doutoramento, portanto, um regime especial habilitou os estudantes da ETH obter doutorados da Universidade de Zurique. Naquela época, a maioria das dissertações de mestrado em física pelos alunos da ETH foram realizadas sob a supervisão de H.F. Weber, ex-professor de Einstein na Politécnica, como era então chamado. A Universidade de Zurique tinha apenas uma cadeira de física, realizada por Alfred Kleiner. Sua pesquisa principal foi focada em instrumentos de medição, mas ele também tinha interesse nos fundamentos da física.
Em cartas para Mileva Marić, Einstein notou as discussões freqüentes que ele teve com Kleiner sobre uma vasta gama de tópicos. Em 19 de dezembro de 1901, Einstein escreve a Mileva:
"Passei a tarde inteira com Kleiner em Zurique e expliquei as minhas ideias sobre a eletrodinâmica dos corpos em movimento com ele. ... Ele me aconselhou a publicar minhas ideias sobre a teoria eletromagnética da luz por corpos em movimento, juntamente com o método experimental. Ele encontrou o método experimental proposto por mim para ser o mais simples e mais adequados possíveis. ... vou certamente escrever o artigo nas próximas semanas. "(Vol. 1, p. 328, tradução de Stachel, Physics Today, Maio 1987, p. 47).
Einstein também mostrou sua primeira tese de Doutorado em Novembro de 1901. No entanto, Einstein retirou a sua dissertação em fevereiro de 1902. Um ano mais tarde, ele considerou abandonar o seu plano para obter um doutorado e observou que seu amigo Michele Besso que "toda a comédia se tornou cansativa para mim. "
Até março de 1903 Einstein tinha mudado de ideia. Na verdade, uma carta a Besso contém algumas das idéias centrais da dissertação de 1905. Kleiner foi, naturalmente, um dos dois professores avaliadores da dissertação, apresentada por Einstein para a Universidade em 20 de Julho de 1905. O julgamento de Kleiner sobre a dissertação foi muito positivo: "os argumentos e cálculos a serem realizados estão entre o mais difíceis de hidrodinâmica." O outro revisor, Heinrich Burkhardt, o professor de Matemática na Universidade, acrescentou: "o modo de tratamento demonstra maestria fundamental dos relevantes métodos matemáticos."